# 중앙동 (대전)
중앙동(中央洞)은 대전광역시 동구에 속한 행정동이다. 경부고속철도 개통과 관련한 역세권 개발의 중추적 지역은 물론 동서 관통도로 개설 등으로 대전 중심의 교통 요충지로 부상하고 있는 지역이다. 중앙시장을 비롯한 국제시장, 생선골목, 먹자골목 등 다양하고 넉넉하면서 정이 넘치는 8개의 재래시장이 성업 중에 있다. 대전 상권의 중심이며 재래시장 활성화를 통한 역동적인 변화와 발전, 성장과 도약의 발판 마련하고자 동구에서 조성된 6개의 특화거리 중 5개(한복거리·공구거리·한의약거리·인쇄거리·중부 건어물거리) 거리가 중앙동에 위치하고 있다.

## 연혁
- 백제, 신라 비풍군
- 고려 초기 회덕현
- 1018년 고려 현종 9년 공주부
- 1413년 조선 태종 13년 회덕현

조선시대 말기 공주군 산내면의 한 지역으로써 큰 벌판에 자리한 지역이라 하여 '한밭' 또는 '태전'이라 하였다. 또한, 1895년 고종 32년 갑오개혁에는 행정구역 변경으로 회덕군 산내면에 편입되었다.
1914년 일제시대 행정구역 개편에 따라 원동, 정동, 중동은 대전군 대전면 본정1정목, 영정, 춘일정1정목이 되었으며, 신안동과 소제동은 외남면 수침리, 소제리, 하신리 각 일부를 병합하여 대전군 외남면 신대리, 소제리가 되었다. 해방과 더불어 1946년 일제식 동명 변경때 지금의 원동, 정동, 중동, 신안동, 소제동이 되었다. 이 지역은 지난 1905년 경부선 철도 개통으로 대전역이 들어서면서 인적·물적 교류가 빈번한 신흥도시로 출발해 현재는 경부고속철도 개통 등으로 대전 교통의 요충지로 거듭 부상하고 있다. 아울러 중앙로를 기점으로 동·서로 시장 및 상가가 형성되면서 행정·산업이 비약적으로 성장하는 등 대전 발전의 모태가 되었던 지역이다. 중앙동은 지난 1998년 10월 13일 과소동 통폐합에 따라 원·정·중동을 통합하여 중앙동 사무소로 명명하여 현 보훈회관(중동 32－26번지)에 사무소를 운영하였으나, 현재는 행정안전부의 소규모 행정동 통합권고와 동구 여건 등을 종합적으로 고려하여 인구 1만명 미만과 관할면적 3km2 미만의 행정동을 통합하여 2008년 9월 1일 중앙동, 신안동, 소제동을 통합하여 현 청사(구 소제동사무소)를 중앙동 주민센터로 명명하여 오늘에 이르고 있다.

## 법정동
- 원동(元洞)
- 정동(貞洞)
- 중동(中洞)
- 소제동(蘇堤洞)
- 신인동(新仁洞)

## 교통
- 대전역